# 旭有機材
旭有機材株式会社（あさひゆうきざい）は、管工機材（配管材料）・樹脂の製造販売を行う企業。旭化成の関連会社。本社は宮崎県延岡市と東京都台東区の2本社制。

## 沿革
- 1945年 - 日窒航材工業株式会社設立。同年、旭ベニヤ工業株式会社に改称。
- 1950年 - 旭有機材工業株式会社に改称。
- 1960年 - 東京証券業協会に店頭公開。
- 1961年 - 東京証券取引所2部に上場。
- 1974年 - 東京証券取引所1部へ指定替え。
- 2001年 - 延岡本社・東京本社の2本社制とする。
- 2016年 - 旭有機材株式会社に改称。
- 2017年 - 東京都港区の本社が台東区上野に完成した上野フロンティアタワー21階に移転。

## 所在地
- 延岡本社、延岡製造所 - 宮崎県延岡市
- 東京本社 - 東京都台東区上野3-24-6（上野フロンティアタワー21階）
- 天下テクノセンター - 宮崎県延岡市
- 愛知工場 - 愛知県丹羽郡扶桑町
- 栃木工場 - 栃木県大田原市
- 広島工場 - 広島県庄原市